# Hard Affinity
Hard Affinity bedeutet im Kontext der Betriebssystemlehre und des Scheduling, dass bestimmte Prozesse und Threads nur auf bestimmten Prozessoren laufen können und dürfen.
Der Vorteil und Sinn dieses Verfahrens besteht darin, ständige Kontext-Wechsel wie beispielsweise CPU-Hopping und Thread-Trashing zu vermeiden.